# Péter Farkas (Ringer)
Péter Farkas [ˈpeːtɛr ˈfɒrkɒʃ] (* 14. August 1968 in Budapest) ist ein ehemaliger ungarischer Ringer. Seinen größten sportlichen Erfolg errang bei den Olympischen Spielen 1992 in Barcelona mit einer Goldmedaille.

## Werdegang
Péter Farkas begann mit elf Jahren 1979 in Budapest mit dem Ringen. Als Jugendlicher machte er mit guten Leistungen bald auf sich aufmerksam und kam 1990 zum Sportclub UTE Budapest. Der Trainer, der ihn entscheidend förderte, war Ferenc Kocsis, ehemaliger Weltmeister im Weltergewicht. 1988 hatte Péter Farkas seinen internationalen Einstand im griechisch-römischen Stil, dem Stil, den er ausschließlich rang. Bei der FILA-Grand-Prix-Gala in Budapest gewann er zur Überraschung aller Experten im Halbschwergewicht und wurde 1988 auch Junioren-Europameister in der gleichen Gewichtsklasse.
Bei der Europameisterschaft 1989 in Oulu reichte es für ihn auf Anhieb zu einem guten 4. Platz im Halbschwergewicht. Im Kampf um die Bronzemedaille unterlag er dabei Andreas Steinbach aus der BR Deutschland:
Seinen nächsten internationalen Einsatz hatte Péter Farkas bei der Weltmeisterschaft 1990 in Rom. Er rang erstmals im Mittelgewicht und gewann den WM-Titel. Als sensationell galt dabei sein Sieg über den Olympiasieger und mehrmaligen sowjetischen Weltmeister Michail Mamiaschwili.
Seinen zweiten Titel gewann Péter Farkas bei der Europameisterschaft 1991 in Aschaffenburg. Durch einen Punktsieg über den Aalener Thomas Zander verbaute er dabei diesem den Weg zum Titelgewinn.
Den dritten Titel in Folge gewann Péter Farkas im Oktober 1991 bei den Weltmeisterschaften in Warna. Obwohl er gegen Thomas Zander diesmal verlor, reichte es zum Titelgewinn, da Zander aufgrund einer Niederlage gegen den Italiener Razzino vorzeitig ausscheiden musste.
Die Krönung seiner Laufbahn erlebte Péter Farkas bei den Olympischen Spielen 1992 in Barcelona. Mit sechs Siegen gewann er die Goldmedaille. Gegen Thomas Zander gewann er dabei mit 1:0.
Farkas bestritt danach noch bis 1996 internationale Meisterschaften. Er gewann dabei nur noch 1996 bei den Europameisterschaften in Tampere eine Silbermedaille. Dabei sah er schon wie der Sieger aus. Das Kampfgericht hatte im Finale gegen den Türken Hamza Yerlikaya bei Punktgleichheit von 2:2 Farkas zum Sieger erklärt. Auf den Protest der türkischen Mannschaftsführung hin sah sich die Jury den Videofilm des deutschen Delegationsmitgliedes Harold Tünnemann an, worauf klar zu erkennen war, dass Yerlikaya den Kampf mit 5:1 gewonnen hatte. Yerlikaya wurde daraufhin zum Sieger und Europameister erklärt.
Farkas beendete nach den Olympischen Spielen 1996, die für ihn mit einem enttäuschenden 17. Platz endeten seine Laufbahn als aktiver Ringer. Er betreibt mit seinem früheren Mannschaftskameraden Attila Repka in Budapest eine Sportanlage.

## Verurteilung
Im Jahr 2004 wurde Farkas von der ungarischen Polizei nach der Entdeckung einer Cannabis-Fabrik verhaftet. Er wurde zusammen mit seinem Bruder Karoly am 3. November 2008 in Budapest zu einer mehrjährigen Haftstrafe verurteilt, floh aber aus dem Gerichtssaal. Am 27. Dezember 2009 wurde er in Andorra verhaftet.

## Internationale Meisterschaften
(OS = Olympische Spiele, WM = Weltmeisterschaft, EM = Europameisterschaft, GR = griechisch-römischer Stil, Mi = Mittelgewicht, Hs = Halbschwergewicht, damals bis 82 kg bzw. 90 kg Körpergewicht)
- 1988, 1. Platz, FILA-Grand-Prix-Gala in Budapest, GR, Hs, vor Sándor Major, Ungarn, Wladimir Popow, UdSSR und Atanas Komtschew, Bulgarien;
- 1988, 1. Platz, Junioren-WM (Espoirs) in Wałbrzych/Polen, GR, Hs, vor Peter Petrow, Bulgarien und Gogi Koguaschwili, UdSSR;
- 1989, 1. Platz, Großer Preis der Bundesrepublik Deutschland, GR, Hs, vor Wladimir Popow, Maik Bullmann, DDR, Wjatscheslaw Oleinik, UdSSR, Harri Koskela, Finnland u. Radoslaw Turkot, Polen;
- 1989, 4. Platz, EM in Oulu, GR, Hs, hinter Popow, Maik Bullmann, DDR und Andreas Steinbach, BRD und vor Radosław Turkot, Polen und Harri Koskela, Finnland;
- 1990, 1. Platz, WM in Rom, GR, Mi, vor Michail Mamiaschwili, UdSSR, Goran Kasum, Jugoslawien, Pavel Frinta, ČSSR, John Morgan, USA und Olaf Koschnitzke, BR Deutschland;
- 1991, 1. Platz, EM in Aschaffenburg, GR, Mi, vor Frinta, Thomas Zander, Deutschland, Erol Koyunca, Türkei und Örjan Jansson, Schweden;
- 1991, 1. Platz, WM in Warna, GR, Mi, vor Todor Angelow, Bulgarien, Kasum, Ernesto Razzino, Italien, Piotr Stępień, Polen und Thomas Zander;
- 1992, Goldmedaille, OS in Barcelona, GR, Mi, vor Stępień, Daulet Turlychanow, GUS, Magnus Fredriksson, Schweden, Timo Niemi, Finnland, Kasum und Zander;
- 1993, 5. Platz, WM in Stockholm, GR, Mi, hinter Hamza Yerlikaya, Türkei, Turlychanow, Murat Kardanow, Russland, Waleri Zilent, Belarus und vor Martin Lidberg, Schweden;
- 1995, 20. Platz, WM in Prag, GR, Mi, Sieger: Yerlikaya vor Gocha Tschitschuaschwili, Israel und Thomas Zander;
- 1996, 2. Platz, EM in Tampere, GR, Mi, hinter Yerlikaya und vor Tschitschuaschwili, Tumo Karila, Finnland, Lidberg und Sergei Tschwir, Russland;
- 1996, 17. Platz, OS in Atlanta, GR, Mi, nach Niederlagen gegen Tschwir und Lewon Gegamjan, Armenien; Sieger: Yerlikaya vor Zander, Zilent, Turlyschanow und Tschitschuaschwili

## Ungarische Meisterschaften
Farkas wurde in den Jahren 1988 und 1989 ungarischer Meister im Halbschwergewicht im griechisch-römischen Stil.